# Elezioni legislative in Portogallo del 1995
Le elezioni legislative in Portogallo del 1995 si tennero il 1º ottobre per il rinnovo dell'Assemblea della Repubblica.
In seguito all'esito elettorale, António Guterres, espressione del Partito Socialista, divenne Primo ministro.

## Risultati
| Partito Socialista                                          | 2 583 755 | 44,61 | 112 |  |  |  |
| Partito Social Democratico                                  | 2 014 589 | 34,78 | 88  |  |  |  |
| Partito Popolare                                            | 534 470   | 9,23  | 15  |  |  |  |
| Coalizione Democratica Unitaria (PCP - PEV)                 | 506 157   | 8,74  | 15  |  |  |  |
| Partito Comunista dei Lavoratori Portoghesi                 | 41 137    | 0,71  | –   |  |  |  |
| Partito Socialista Rivoluzionario                           | 37 638    | 0,65  | –   |  |  |  |
| Unione Democratica Popolare                                 | 33 876    | 0,58  | –   |  |  |  |
| Partito di Solidarietà Nazionale                            | 12 613    | 0,22  | –   |  |  |  |
| Partito della Gente                                         | 8 279     | 0,14  | –   |  |  |  |
| Movimento Partito della Terra                               | 8 235     | 0,14  | –   |  |  |  |
| Movimento Partito della Terra - Partito Popolare Monarchico | 5 932     | 0,10  | –   |  |  |  |
| Partito Operaio di Unità Socialista                         | 2 544     | 0,04  | –   |  |  |  |
| Partito Democratico dell'Atlantico                          | 2 536     | 0,04  | –   |  |  |  |
| Totale                                                      | 5 791 761 | 100   | 230 |  |  |  |
|                                                             |           |       |     |  |  |  |
| Schede bianche                                              | 45 793    | 0,78  |     |  |  |  |
| Schede nulle                                                | 67 300    | 1,14  |     |  |  |  |
| Votanti                                                     | 5 904 854 |       |     |  |  |  |

| Riepilogo dei seggi (+/- elezioni 1991) | Riepilogo dei seggi (+/- elezioni 1991) | Riepilogo dei seggi (+/- elezioni 1991) | Riepilogo dei seggi (+/- elezioni 1991) | Riepilogo dei seggi (+/- elezioni 1991) | Riepilogo dei seggi (+/- elezioni 1991) | Riepilogo dei seggi (+/- elezioni 1991) |
| --------------------------------------- | --------------------------------------- | --------------------------------------- | --------------------------------------- | --------------------------------------- | --------------------------------------- | --------------------------------------- |
|                                         |                                         |                                         |                                         |                                         |                                         |                                         |
| CDU                                     | 15                                      | ▼ 2                                     |                                         | PS                                      | 112                                     | ▲ 40                                    |
| PSN                                     | 0                                       | ▼ 1                                     |                                         | PSD                                     | 88                                      | ▼ 47                                    |
| CDS-PP                                  | 15                                      | ▲ 10                                    |                                         |                                         |                                         |                                         |